# Unia Indyjska
Unia Indyjska (ang. Union of India, czasami także Dominium Indii) – historyczne państwo położone w Azji, na terenie obecnych Indii, istniejące w latach 1947–1950.
Unia Indyjska była bezpośrednim poprzednikiem istniejącego dziś państwa indyjskiego, powstała 15 sierpnia 1947 roku w wyniku deklaracji niepodległości Indii. Było to państwo o ustroju monarchicznym, będące w unii personalnej z Wielką Brytanią. 26 stycznia 1950 roku państwo uległo przekształceniu w obecnie istniejącą Republikę Indii.

## Gubernatorzy generalni Indii
- Louis Mountbatten (1947–1948)
- Chakravarthi Rajagopalachari (1948–1950)

## Premierzy
- Jawaharlal Nehru (1947–1950)